# Aserbajdsjans Grand Prix 2022
Aserbajdsjans Grand Prix 2022 (officielt navn: Formula 1 Azerbaijan Grand Prix 2022) var et Formel 1-løb, som blev kørt den 12. juni 2022 på gadebanen Baku City Circuit i Baku, Aserbajdsjan. Det var det ottende løb i Formel 1-sæsonen 2022, og 5. gang at Aserbajdsjans Grand Prix blev arrangeret.

## Kvalifikation
| Pos.               | Nr. | Kører             | Konstruktør           | Del 1    | Del 2    | Del 3    | Grid |
| ------------------ | --- | ----------------- | --------------------- | -------- | -------- | -------- | ---- |
| 1                  | 16  | Charles Leclerc   | Ferrari               | 1.42,865 | 1.42,046 | 1.41,359 | 1    |
| 2                  | 11  | Sergio Pérez      | Red Bull Racing-RBPT  | 1.42,733 | 1.41,955 | 1.41,641 | 2    |
| 3                  | 1   | Max Verstappen    | Red Bull Racing-RBPT  | 1.42,722 | 1.42,227 | 1.41,706 | 3    |
| 4                  | 55  | Carlos Sainz, Jr. | Ferrari               | 1.42,957 | 1.42,088 | 1.41,814 | 4    |
| 5                  | 63  | George Russell    | Mercedes              | 1.43,754 | 1.43,281 | 1.42,712 | 5    |
| 6                  | 10  | Pierre Gasly      | AlphaTauri-RBPT       | 1.43,268 | 1.43,129 | 1.42,845 | 6    |
| 7                  | 44  | Lewis Hamilton    | Mercedes              | 1.43,939 | 1.43,182 | 1.42,924 | 7    |
| 8                  | 22  | Yuki Tsunoda      | AlphaTauri-RBPT       | 1.43,595 | 1.43,376 | 1.43,056 | 8    |
| 9                  | 5   | Sebastian Vettel  | Aston Martin-Mercedes | 1.43,279 | 1.43,268 | 1.43,091 | 9    |
| 10                 | 14  | Fernando Alonso   | Alpine-Renault        | 1.44,083 | 1.43,360 | 1.43,173 | 10   |
| 11                 | 4   | Lando Norris      | McLaren-Mercedes      | 1.44,237 | 1.43,398 | N/A      | 11   |
| 12                 | 3   | Daniel Ricciardo  | McLaren-Mercedes      | 1.44,437 | 1.43,574 | N/A      | 12   |
| 13                 | 31  | Esteban Ocon      | Alpine-Renault        | 1.43,903 | 1.43,585 | N/A      | 13   |
| 14                 | 24  | Zhou Guanyu       | Alfa Romeo-Ferrari    | 1.43,777 | 1.43,790 | N/A      | 14   |
| 15                 | 77  | Valtteri Bottas   | Alfa Romeo-Ferrari    | 1.44,478 | 1.44,444 | N/A      | 15   |
| 16                 | 20  | Kevin Magnussen   | Haas-Ferrari          | 1.44,643 | N/A      | N/A      | 16   |
| 17                 | 23  | Alexander Albon   | Williams-Mercedes     | 1.44,719 | N/A      | N/A      | 17   |
| 18                 | 6   | Nicholas Latifi   | Williams-Mercedes     | 1.45,367 | N/A      | N/A      | 18   |
| 19                 | 18  | Lance Stroll      | Aston Martin-Mercedes | 1.45,371 | N/A      | N/A      | 19   |
| 20                 | 47  | Mick Schumacher   | Haas-Ferrari          | 1.45,775 | N/A      | N/A      | 20   |
| 107%-tid: 1.49,912 |     |                   |                       |          |          |          |      |
| Kilde:             |     |                   |                       |          |          |          |      |

## Resultat
| Pos.                                                             | Nr. | Kører             | Konstruktør           | Omgange | Tid/Udgået  | Startpos. | Point |
| ---------------------------------------------------------------- | --- | ----------------- | --------------------- | ------- | ----------- | --------- | ----- |
| 1                                                                | 1   | Max Verstappen    | Red Bull Racing-RBPT  | 51      | 1:34.05,941 | 3         | 25    |
| 2                                                                | 11  | Sergio Pérez      | Red Bull Racing-RBPT  | 51      | +20,823     | 2         | 191   |
| 3                                                                | 63  | George Russell    | Mercedes              | 51      | +45,995     | 5         | 15    |
| 4                                                                | 44  | Lewis Hamilton    | Mercedes              | 51      | +1.11,679   | 7         | 12    |
| 5                                                                | 10  | Pierre Gasly      | AlphaTauri-RBPT       | 51      | +1.17,299   | 6         | 10    |
| 6                                                                | 5   | Sebastian Vettel  | Aston Martin-Mercedes | 51      | +1.24,099   | 9         | 8     |
| 7                                                                | 14  | Fernando Alonso   | Alpine-Renault        | 51      | +1.28,596   | 10        | 6     |
| 8                                                                | 3   | Daniel Ricciardo  | McLaren-Mercedes      | 51      | +1.32,207   | 12        | 4     |
| 9                                                                | 4   | Lando Norris      | McLaren-Mercedes      | 51      | +1.32,556   | 11        | 2     |
| 10                                                               | 31  | Esteban Ocon      | Alpine-Renault        | 51      | +1.48,184   | 13        | 1     |
| 11                                                               | 77  | Valtteri Bottas   | Alfa Romeo-Ferrari    | 50      | +1 omgang   | 15        |       |
| 12                                                               | 23  | Alexander Albon   | Williams-Mercedes     | 50      | +1 omgang   | 17        |       |
| 13                                                               | 22  | Yuki Tsunoda      | AlphaTauri-RBPT       | 50      | +1 omgang   | 8         |       |
| 14                                                               | 47  | Mick Schumacher   | Haas-Ferrari          | 50      | +1 omgang   | 20        |       |
| 15                                                               | 6   | Nicholas Latifi   | Williams-Mercedes     | 50      | +1 omgang2  | 18        |       |
| 163                                                              | 18  | Lance Stroll      | Aston Martin-Mercedes | 46      |             | 19        |       |
| Ret                                                              | 20  | Kevin Magnussen   | Haas-Ferrari          | 31      |             | 16        |       |
| Ret                                                              | 24  | Zhou Guanyu       | Alfa Romeo-Ferrari    | 23      |             | 14        |       |
| Ret                                                              | 16  | Charles Leclerc   | Ferrari               | 21      | Motor       | 1         |       |
| Ret                                                              | 55  | Carlos Sainz, Jr. | Ferrari               | 8       | Motor       | 4         |       |
| Hurtigste omgang: Sergio Pérez (Red Bull) - 1.46,046 (omgang 36) |     |                   |                       |         |             |           |       |
| Kilde:                                                           |     |                   |                       |         |             |           |       |

Noter:
↑1 - Inkluderer point for hurtigste omgang.
↑2 - Nicholas Latifi blev givet en tidsstraf på 5 sekunder for at ignorere blå flag. Hans slutposition forblev uændret af straffen.
↑3 - Lance Stroll udgik af ræset, men blev klassificeret som færdiggjort, i det at han havde kørt mere end 90% af ræset.

## Stilling i mesterskaberne efter løbet
| Pos. | Kører            | Point |
| ---- | ---------------- | ----- |
| 1    | Max Verstappen   | 150   |
| 2    | Sergio Pérez     | 129   |
| 3    | Charles Leclerc  | 116   |
| 4    | George Russell   | 99    |
| 5    | Carlos Sainz Jr. | 83    |

| Pos. | Konstruktør      | Point |
| ---- | ---------------- | ----- |
| 1    | Red Bull-RBPT    | 279   |
| 2    | Ferrari          | 199   |
| 3    | Mercedes         | 161   |
| 4    | McLaren-Mercedes | 65    |
| 5    | Alpine-Renault   | 47    |